# 寶成工業
寶成工業股份有限公司（簡稱寶成工業）是臺灣一家以鞋類代工為主要業務的企業，目前其主要代工客戶包括Nike、adidas、Asics、New Balance、Timberland以及Salomon等國際品牌，是臺灣跨國企業中少數以中臺灣為總部的企業。2008年6月，富比士公佈寶成集團創辦人蔡其瑞財富淨值12億美元，高居四年臺灣第20名。隔年，天下雜誌公布臺灣千大製造業排行榜，寶成以營收總額新臺幣2306.59億元位居臺灣製造業上市公司第18名。其主要競爭對象為豐泰、鈺齊。

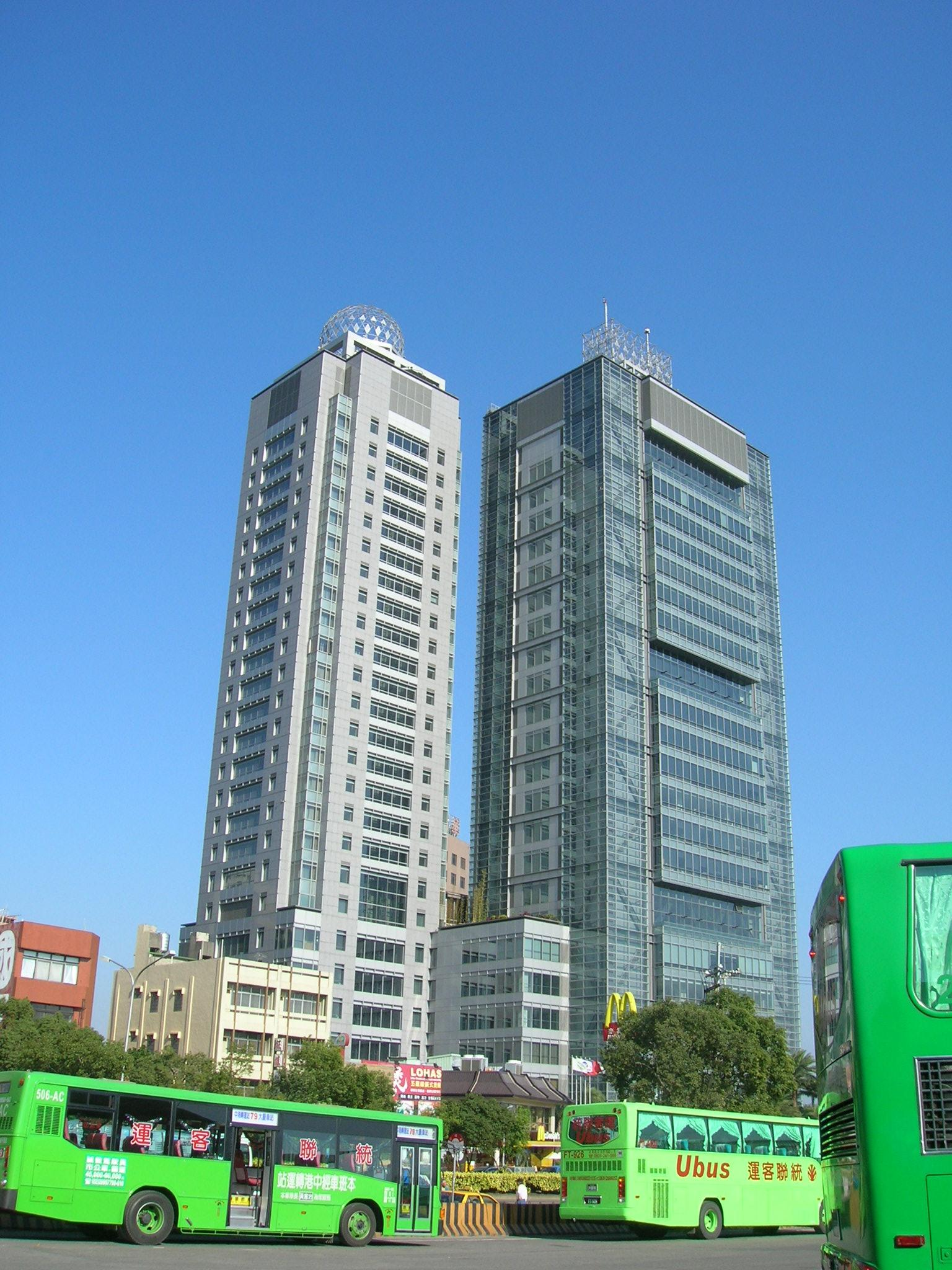
裕元花園酒店與寶成國際集團總部大樓

## 沿革
蔡裕元在彰化縣福興鄉創立寶成工業，當時以生產編織鞋、涼鞋、拖鞋等傳統手工鞋類為主要事業。日後跟上1960年代臺灣輕工業蓬勃發展的腳步，公司開始從事塑膠鞋的生產製造與出口。
1979年起，寶成工業開始為愛迪達代工製造運動鞋，開啟其為國際品牌代工製鞋的事業版圖。隨後，公司由蔡裕元的五個兒子蔡其仁、蔡其瑞、蔡其建、蔡其能及蔡其虎接手，並於1980年代開始在中國大陸的广东和江西、越南、印尼、緬甸、孟加拉、柬埔寨等地設廠，逐漸由經營初期的純代工製造（OEM）轉型為代工設計製造（ODM），與其代工的國際品牌在鞋類設計方面合作並開始嘗試成立自有品牌。
2011年8月19日，寶成工業和潤泰企業集團組成潤成投資控股入主南山人壽，現階段寶成工業除轉型為控股公司外，同時跨入醫療休閒產業和電子代工領域，構成以代工事業為中心的集團版圖。
2023年寶成鞋類本業業績巨幅衰退達56%以上，總公司和各國廠區分批裁員9000人，公司方宣告原因為國際大環境因素。

## 外部連結
- （繁體中文） 裕元工業（页面存档备份，存于）
- （繁體中文） 裕元教育基金會 （页面存档备份，存于）
- （繁體中文） 寶元數控精密 （页面存档备份，存于）
- （繁體中文） 寶成國際集團 （页面存档备份，存于）
- （繁體中文） 台灣公司資料 （页面存档备份，存于）